# هيرمودر

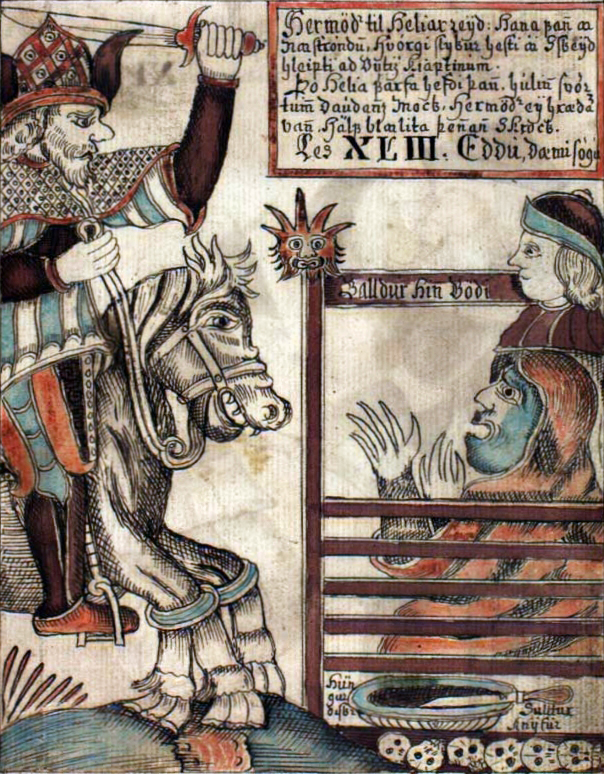
Hermóðr rides to Hel on Sleipnir. He meets Hel and Baldr. From the 18th century Icelandic manuscript NKS 1867 4to.

'هيرمودر الشجاع (بالنرويجية القديمة: Hermóðr)، وتعني روح الحرب. إحدى شخصيات الأساطير الإسكندنافية، ابن الإله أودين.

## الشهادات

### قصائد إيد النثرية
ظهر هيرمودر بشكل واضح في القصيدة النثرية غيلفاغينينغ في المقطع (49)، فهناك وبعد أن وصف المقطع اجتماع الآلهة الصامت بعد أن انصدموا بوفاة بالدر، وبعد أن جففوا دموعهم، سألت فريغ إن كان من بين الإيسر أحد يتمنى «أن يحصل على كامل حبها وعطفها» وذلك بالذهاب إلى هيل، لكي يطلب منها إعادة بالدر إلى أسغارد مقابل أي تعويض. وقد وافق هيرمودر على ذلك وامتطى سلبينير وارتحل إلى هيل.
استغرقت رحلة هيرمودر على ظهر حصان أودين تسعة أيام وتسعة ليالي ضمن الوديان المظلمة والعميقة، باتجاه جسر غيولالمغطى بالذهب المشع، هذا الجسر الذي تحرسه العذراء ميدغوردر (جنون الحرب أو تعب الحرب، وقد أخبرت هيرمودر بأن بالدر قد مر منذ وقت قصير وأن عليه أن يأخذ الطريق نحو الأسفل وباتجاه الشمال.
وعند وصوله إلى بوابة هيل، ارتجل هيرمودر وشد لجام سليبنير، ثم حثه وصعد عليه مرة أخرى، فقز الحصان ذو الأرجل الثمانية بقفزة واحدة فوق البوابة. بالنهاية وصل هيرمودر إلى قاعة هيل ووجد بالدر جالسا على أكثر المقاعد تشريفا. وترجى هيرمودر هيل لكي تطلق سراح بالدر. شارحا لها بكاء كل الآلهة عليه. وافقت هيل أخيرا مقابل أن يبكي كل شيء، حيا أو ميتا، عليه.
أعطى بالدر خاتمه دراوبنير الذي حُرق معه في مدفنه لهيرمودر لكي يعطيه لواده أودين، كما قامت زوجة بالدر نانا بإعطاءه ثوبا لكي يوصله إلى فريغ. كذلك خاتما لكي يعطيه إلى فولا.
دُعي هيرمودر كابن أودين في أغلب المخطوطات، أما كتاب ريغيوس الملكي ، والتي تعتبر أفضل المخطوطات، فقد أسمت هيرمودر (صبي أودين)، والتي تكون أقرب إلى (خادم أودين). من ناحية ثانية فقد دعي بمقاطع أخرى (أخو بالدر). انظر قائمة بأسماء أودين.

### قصائد إيدا الشعرية
ظهر اسم هيرمودر في قصائد إيدا الشعرية، كاسم واحدا من الأبطال الفانيين، ففي قصيدة هيندلولياد:
 لصالح الآب الأعلى       نسعى لكي نجده 

لأتباعه الذهبيين       سعيدا أعطى 

فأعطى لهيرمودر       خوذة ومعطف فرو 

وأعطى لسيغموند       سيفا كهدية 

### القصائد الشعرية القديمة
في القصيدة الإسكندنافية الشعرية هاكونارمال المقطع 14، ظهر هيرمودر وبراغي في فالهالا يستقبلان هاكون الطيب. ومن غير المؤكد إن كان براغي وهيرمودر اعتبرا كآلهة في هذه القصيدة.

### بايوولف
في القصيدة الشعرية الإنكليزية القديمة بيولف، كان هيرمودر ملك دانماركي قيد إلى الإعدام، في سلالة الأنساب الإنكليزية القديمة ظهر هيرمودر كواحد من أحفاد سيفيا وبالأخص كوالد سسيلد.